# 祖布拉
49°46′9″N 24°2′48″E / 49.76917°N 24.04667°E
祖布拉（烏克蘭語：Зубра），是烏克蘭西部的村莊，隸屬利維夫州的利維夫區。該村處於祖布拉河畔，面積3.35平方公里，海拔高度338米，2020年人口3,689。